# Ligação Iguatemi-Paralela
A Ligação Iguatemi-Paralela (LIP), oficialmente Viaduto Silva Pinheiro, é uma viaduto de Salvador que conecta a região do Iguatemi, pela Avenida Tancredo Neves, e à Avenida Paralela. Importante via da cidade, em seu entorno se encontram o Salvador Shopping, o Hospital Sarah Kubitschek, o Makro, entre outros empreendimentos, o que a torna um dos principais pontos de engarrafamento na capital baiana. A ligação é feita por um pequeno túnel embaixo de um viaduto na região do Complexo Viário do Iguatemi.